# 부티아바민털꼬리땃쥐
부티아바민털꼬리땃쥐(Crocidura littoralis)는 땃쥐과에 속하는 포유류의 일종이다. 카메룬과 중앙아프리카공화국, 콩고공화국, 콩고민주공화국, 케냐 그리고 우간다에서 발견된다. 자연 서식지는 아열대 또는 열대 습윤 저지대 숲이다.